# Сонет 7
Сонет 7 (англ. Sonnet 7) — седьмой в серии из 154 сонетов, написанных Уильямом Шекспиром и впервые опубликованных в 1609 году. Дата написания неизвестна, существуют разные гипотезы на этот счёт. По результатам компьютерного анализа создание первых 60 сонетов датируют началом 1590-х годов, а к началу 1600-х относят их редактирование, но не все исследователи с этим согласны. Возможно, Шекспир редактировал все сонеты до момента их публикации.
Предположительно первое издание не было авторизованным. Тем не менее начиная с 1711 года сонеты публикуются в той же последовательности, и учёные на основе изначальной нумерации раскрывают историю любовного треугольника, которая служит подтекстом для всего цикла.
Седьмой сонет относится к числу стихотворений, посвящённых другу: в них Шекспир обращается к не названному по имени молодому мужчине. Личность последнего остаётся загадкой, но в большинстве гипотез фигурируют Генри Ризли, 3-й граф Саутгемптон, и Уильям Герберт, 3-й граф Пембрук.
Как во всех сонетах с 1-го по 17-й, Шекспир здесь убеждает адресата стихотворения вступить в брак и оставить детей, продлив таким образом во времени собственную красоту. Источником образов здесь (так же, как в пятом и шестом сонетах), по одной из версий, послужила XV книга «Метаморфоз» Овидия. Шекспир мог её прочесть в переводе Артура Голдинга на английский язык. Автор использует омофонию англ. son («сын») англ. sun («солнце»), чтобы впервые ввести аллюзии на королевскую власть.
Как почти все сонеты Шекспира (кроме 145-го), седьмой сонет написан пятистопным ямбом.